# バナンバ圏
バナンバ圏（バナンバけん、フランス語：Cercle de Banamba）は、マリ共和国の地方行政区画でクリコロ州を構成する圏のひとつ。行政の中心地はバナンバにおかれる。下級単位のコミューンは9つあり、2009年の統計で人口は190,235人を数える。
バナンバ圏は主に農業に従事するバンバラ族が居住しており、植民地時代以前はバンバラ王国（en:Bamana Empire）の一角を形成していた。特にバナンバ圏北部はサヘル乾燥地帯の南端に分類され、そこの住民の大部分は遊牧民であるフラニ族とマウレ（en:Maure）が占めている。

## コミューン
バナンバ圏には以下のコミューンがある。
- バナンバ（fr:Banamba）
- ベンカジ (バナンバ圏)（fr:Benkadi (Banamba)）
- ボロン (マリ共和国)（fr:Boron (Mali)）
- デュグウォロウラ（fr:Duguwolowula）
- キバン（fr:Kiban）
- マディナ・サッコ（fr:Madina Sacko）
- セベテ（fr:Sébété）
- トゥーバコロ（fr:Toubacoro）
- トゥーコロバ（fr:Toukoroba）